# Птолемей Епігон
Птолемей «Син (Гіос)» (дав.-гр. Πτολεμαίος ὁ Γιος) — діяч елліністичного Єгипту середини 3 століття до н. е., який певний час був співправителем Птолемея II. Можливо тотожний з Птолемеєм Епігоном (грец. Πτολεμαίος ὁ ἐπίγονος; 299 до н. е./298 — 241 до н. е.). 

## Життєпис
Починаючи з 268/267 до н. е. Птолемея II мав сина-співправителя, котрий до 259/258 року згадується у різних написах майже три десятки разів, причому в Мендеській стелі він характеризується як дорослий воїтель та син цариці. В той же час, Юстин у своїй епітомі твору Помпея Трога «Філіппова історія» повідомляє, як «в Азії син царя Птолемея спільно з Тимархом відклався від свого батька», причому ця звістка розміщена у томі, котрий включає події від Хремонідової війни до смерті Антіоха II, тобто охоплює невдалу для єгиптян Другу Сирійську війну (260—253 рр. до н. е.). Також відомо, що Антіох II отримав своє прізвисько Теос («Бог») від мілетян за звільнення від тиранії Тимарха. Комбінуючи ці відомості, дослідники приходять до висновку про бунт Птолемея «Сина» та його спільника на початковому етапі Другої Сирійської, чим скористався сирійський цар Антіох для розгортання бойових дій в Іонії.
В своєму творі Афіней згадує про Птолемея, сина Птолемея II, котрого вбили у ефеському храмі Артеміди свої ж фракійські найманці. Враховуючи, що Ефес лежав поряд із Мілетом (де діяв Тимарх) та був захоплений Антіохом в союзі з родосцями (що ідентифікується, наразі, лише з подіями Другої Сирійської війни), існує думка про тотожність Птолемея «Сина» з Птолемеєм із оповіді Афінея. В такому випадку виходить, що співправитель підняв заколот проти єгипетського царя та облаштувався в Ефесі, проте тут же і загинув ще до взяття міста Антіохом ІІ. Втім, є підстави вважати персоналію з оповіді Афінея тотожною зі Птолемеєм Андромахом, котрий був живий ще у 240-х рр. до н. е. Як наслідок, версія про загибель бунтівного Птолемея «Сина» в Ефесі не є єдиною.
До третьої декади правління Птолемея II (тобто 265—256 рр. до н. е.), але не раніше 262 р. до н. е. (судячи з вживання щодо засновника династії Птолемея I титулу «Сотер»), відноситься напис зі згадкою про правителя лікійського міста Тельмесс (наразі Фетхіє) Птолемея, сина Лісімаха. Останній був одружений з Арсіноєю II, сестрою Птолемея II, котрий палко кохав її та взяв у дружини після загибелі першого чоловіка. На честь Арсіної найменували численні міста по всій єгипетській державі та обожнили (про рівень пошановування може свідчити хоча б те, що наступний цар Птолемей III зазначав своє походження від божественних Птолемея II та Арсіної, хоча вона й не була його матір'ю). Враховуючи це, припускають, що Птолемей II міг всиновити дитину сестри-дружини від Лісімаха та зробити її співправителем. Оскільки Птолемей Тельмесський згадується і в 240-х роках до н. е., ототожнення з ним Птолемея «Сина» виключає загибель останнього в Ефесі внаслідок заколоту на початку 250-х. У випадку прийняття такої реконструкції, через якийсь час після виступу Птолемей «Син» замирився із Птолемеєм II, втратив право на царський титул, проте все-таки отримав невелике залежне володіння у Малій Азії, де протягом кількох наступних поколінь правили його нащадки.
Якщо останнє ототожнення Птолемея «Сина» з сином Лісімаха, відомим також як Птолемей Епігон, правильне, тоді можливо додати до його біографії участь у боротьбі за македонський трон (який займав Лісімах) в 281 та 278—276 рр. до н. е.